# Marienkapelle (Everswinkel)

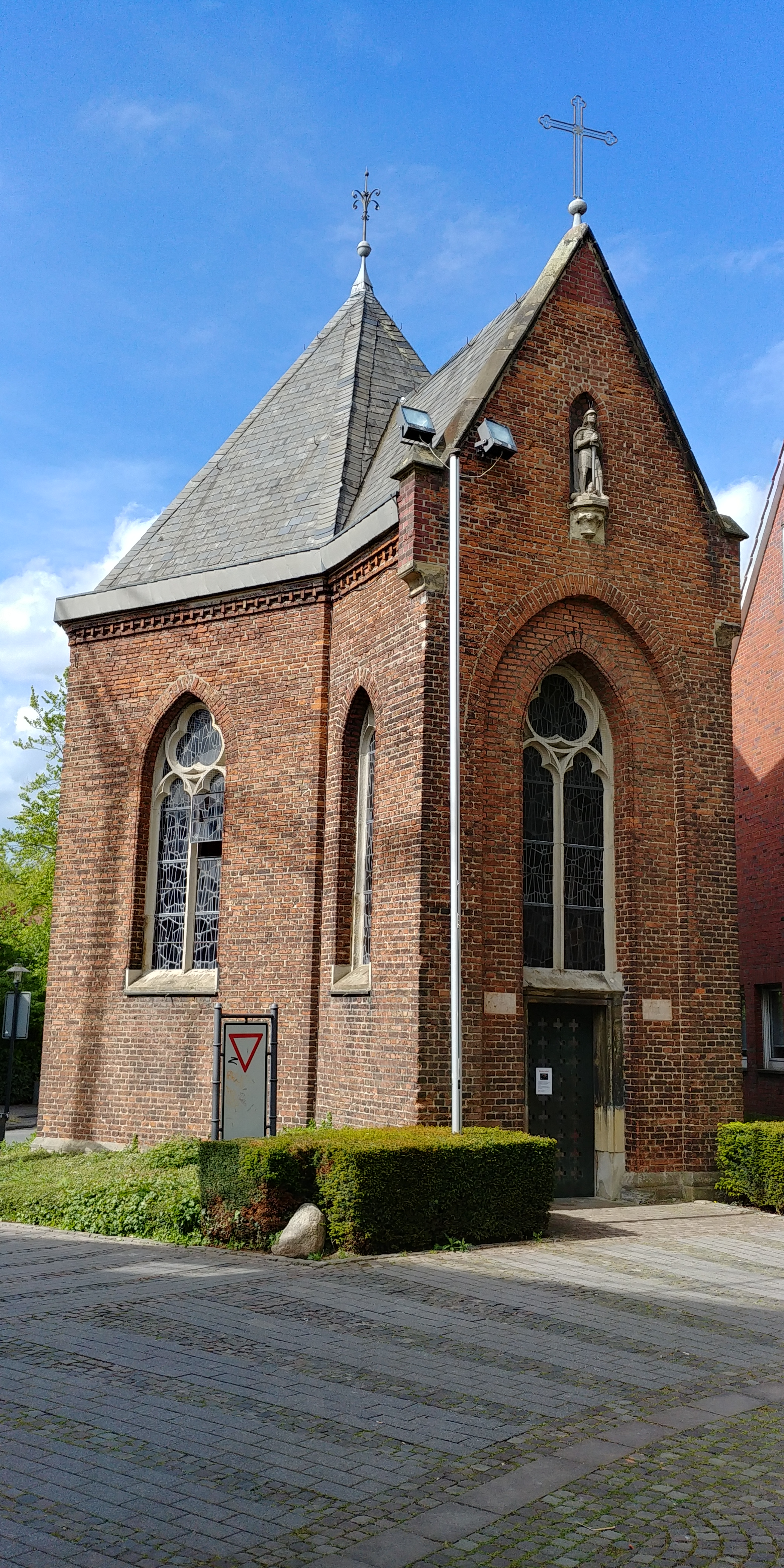
Marienkapelle (Everswinkel)

Die römisch-katholische, denkmalgeschützte Marienkapelle steht in Everswinkel im Kreis Warendorf von Nordrhein-Westfalen. Sie gehört zur Pfarrkirche St. Magnus im Bistum Münster.

## Beschreibung
Die neugotische Kapelle wurde 1885 zu Ehren von Johannes Bernhard Brinkmann anstelle einer kleinen Kapelle erbaut, die sich an ein Bürgerhaus anlehnte. Die neue Kapelle ist ein Zentralbau aus Backsteinen auf sechseckigem Grundriss, der außen mit einem Zeltdach und innen mit einem Sterngewölbe bedeckt ist. Der Chor mit Fünfachtelschluss befindet sich im Nordwesten, ein zusätzliches, mit einem Satteldach bedecktes Joch im Südosten, das das Portal beherbergt. In der alten Kapelle wurde bereits eine Mater Dolorosa vom Ende des 18. Jahrhunderts verehrt.